# Аки Йерушалаим
Аки́ Йерушала́им (сеф. Aki Yerushalayim — «Здесь Иерусалим») — израильский журнал на сефардском языке (ладино).
На 2009 год «Аки Йерушалаим», вместе с газетой «Шалом», выходящей в Турции, были крупнейшими периодическими изданиями на сефардском языке. Цель журнала — обеспечить сохранение и распространение языка и сефардской культуры. Издаётся ассоциацией сефардов и национальной ассоциацией ладино, регулирующей этот язык.
Главный редактор — Моше Шауль. Все выпуски журнала полностью представлены на официальном веб-сайте.
Журнал уже отметил своё 25-летие и выпустил более 75 номеров.